# Tinodes usillus
Tinodes usillus là một loài Trichoptera trong họ Psychomyiidae. Chúng phân bố ở miền Tân bắc.